# Трансевропейска транспортна мрежа
Трансевропейската транспортна мрежа (на английски: Trans-European Transport Networks), съкр. ТТМ (ТЕN-Т), представлява планирана за изграждане обща транзитна транспортна система от автомобилни пътища, железопътни линии, водни пътища, пристанища и летища на Европейския съюз. 
Тя е част от трансевропейските мрежи (Trans-European Networks, TEN), заложени в Договорите от Рим през 1957 г. с цел развитие на инфраструктурната основа на общия европейски пазар и континенталната икономическа и социална кохезия, които включват и свързаност в комуникациите и енергетиката. Създаването ѝ е започнало през 1990 г., като във времето замества системата от Паневропейски транспортни коридори.
Техническото и финансовото ѝ управление е поверено на основаната през 2006 г. Изпълнителна агенция на трансевропейската транспортна мрежа (Trans-European Transport Network Executive Agency или TEN-T EA).

## Коридори
На 17 октомври 2013 са обявени 9 проекта:
- Балтийско-адриатически коридор
- Коридор Северно море-Балтика
- Средиземноморски коридор
- Ориент/Източно-Средиземноморски коридор
- Скандинавски-средиземноморски коридор
- Коридор Рейн-Алпи
- Атлантически коридор
- Северно море-средиземноморски коридор
- Коридор Рейн-Дунав